# Henry Ernst
Henry Ernst (Dresden, 1846 - [...?]) era fill de la cantant hongaresa Josefine Ernst-Kaiser i nebot del violinista Franz Anton Ernst-
Fou alumne del Conservatori de Pest, en el qual a més de seguir estudis teòrics, aprengué el violí i el cant. El 1872 fou contractat com a baríton en el teatre municipal de Leipzig, on desenvolupà la seva veu en el sentit de l'altura, convertint-se en tenor, sota la direcció del professor Gustav Rebling-
El 1875 passà a l'Òpera Imperial de Berlín, on primerament cantà partitures líriques i després èpiques, apreciant-se en Ernst a un artista distingit i la profunditat del seu sentiment i desenvolupant-se sota la influència i l'exemple de Nemann, les seves dots naturals, fins a assolir, després d'estudiar, novament amb Louise Rees, el domini complet de les seves facultats vocals.
En el Teatre de Berlín cantà rols molt importants, entre els el de Sifried; després cantà a Viena, Budapest, Hannover, Riga i Hamburg, finalment abandonà l'escena retirant-se a Berlín.

## Biografia
- Enciclopèdia Espasa volum nº. 20, pàg. 528. (ISBN 84-239-4520-0)